# هاینکل هائی ۱۱۸
هاینکل هائی ۱۱۸ (به آلمانی: Heinkel He 118) یک هواگرد تک‌باله تک‌موتوره دو سرنشین ساخت شرکت هاینکل در آلمان بود که نخستین پرواز خود را ماه فوریه سال ۱۹۳۶ انجام داد.

## مشخصات فنی
مشخصات عمومی
- خدمه: ۲ نفر
- طول: ۱۱٫۸ متر
- طول بال: ۱۵٫۰۹ متر
- وزن خالی: ۲٬۷۰۰ کیلوگرم
- نیرومحرکه: ۱ × موتور ۱۲ سیلندر وی معکوس دایملر-بنتس دی‌ب ۶۰۰سی خنک‌شونده با آب: ۹۱۰ اسب بخار

عملکرد
- حداکثر سرعت: ۳۹۵ کیلومتر بر ساعت
- برد: ۱٬۰۵۰ کیلومتر

تسلیحات
- ۲ × مسلسل ثابت ۷٫۹۲ م‌م ام‌گه ۱۷ در بال‌ها
- ۱ × مسلسل ثابت ۷٫۹۲ م‌م ام‌گه ۱۵ برای تیربارچی دم
- ۵۰۰ کیلوگرم بمب